# Methoni (Messénie)
Methoni (řecky Μεθώνη), také Modon, Modoni, Mothone nebo starořecky Methone, u Homéra Pedasos) je řecké přístavní město (polis) a současně také správní jednotkou v Messénii na jihozápadním konci Peloponésu s přibližně 2598 obyvateli (roku 2011). Do konce roku 2010 byla Methoni samostatnou obcí, od roku 1997 jako městská obec. Od 1. ledna 2011 patří do okresu Pylos-Nestoras.

## Historie
Methoni je v Homerově Iliadě zmíněna jako Pedasos (Πήδασος). Homer ji popisuje jako „hemžící se vinicemi“ . Pedasos byla jedním ze sedmi prosperujících měst, která Agamemnón nabídl Achillovi jako věno pro svou dceru . Podle Pausánia bylo město pojmenováno na Mothone (Μοθώνη) podle dcery Oinea.  Polis byla ve starověku díky svému přirozenému přístavu významným přístavním městem. Byla v bojích se Spartou ve druhé messénské válce spolu s Pylosem držena Messénčany až do roku 620 před Kristem. Potom však až do roku 370 před Kristem byla pod nadvládou Sparty. V roce 431 před Kristem se neúspěšně pokusili město dobýt Athéňané.
Během římských občanských válek Marcus Antonius město silně opevnil, ale Marcus Vipsanius Agrippa si ho přesto podrobil a to ještě před bitvou u Actia. Římský císař Trajan pak na začátku 2. století po Kristu prohlásil Methoni za svobodné město.Během byzantské vlády a v roce 1124 začínající benátské vlády bylo město vybaveno mohutnými hradbami, které jsou stále velmi dobře zachovány. Methoni a pevnost na východní straně prstů poloostrova pevnost Koroni sloužily v té době jako „dvě oči Benátek“ na Peloponésu a byly důležitými základnami pro lodní dopravu.
V roce 1498 dobyli město Osmané.Od roku 1686 do roku 1715 byla Methoni opět pod vládou Benátek. V této fázi vybudovali Benátčané na pevninské straně města moderní bašty. Práce však nebyly dokončeny a Benátčané zase Peloponés opustili.
V řecké válce za nezávislost bylo město v roce 1825 zpustošeno. V roce 1827 ale francouzskými jednotkami osvobozeno a předáno Řeckému království.
Během druhé světové války byla pevnost používána německým Wehrmachtem jako základna a bombardováním spojeneckých sil těžce poškozena.
Po opuštění pevnosti se moderní město rozrostlo dále do vnitrozemí a panuje v něm poklidná turistika.

## Pamětihodnosti
Hlavním lákadlem je bývalé město s dobře zachovanými městskými hradbami a bránami, dále na straně pevniny moderní pevnost (z doby baroka) a ruiny ve městě.

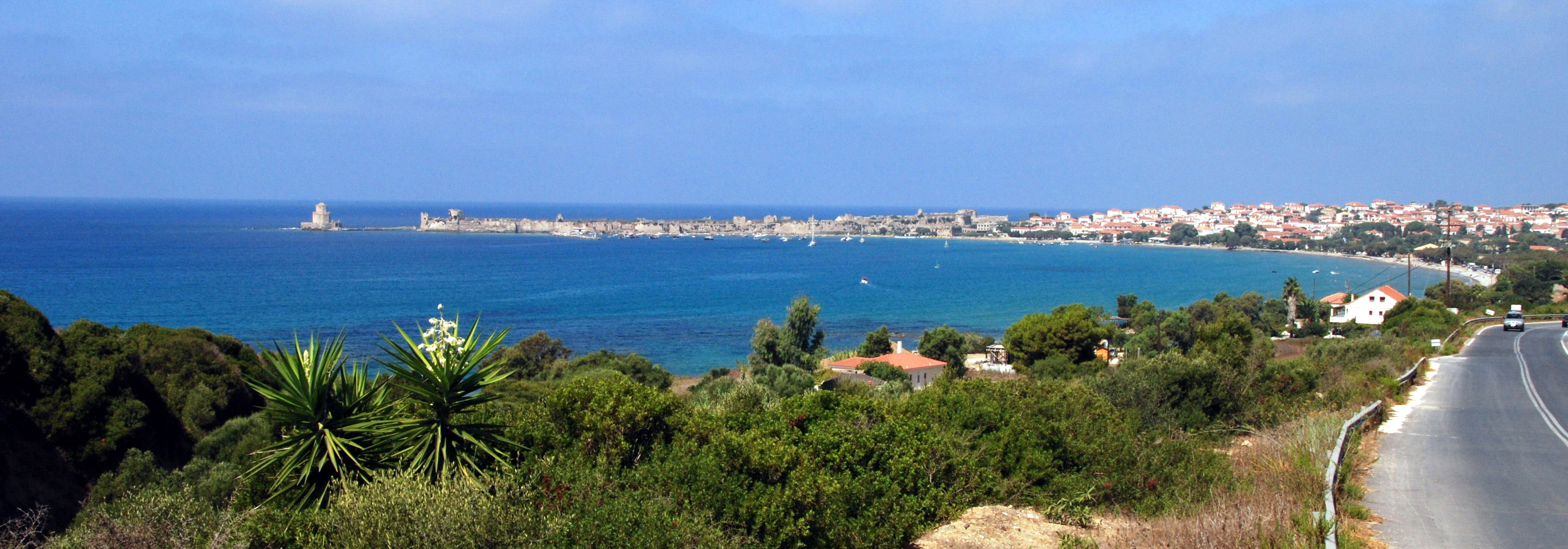
Pevnost, přístav a moderní místo Methoni, zcela vlevo věž Burtzi.

Výrazným symbolem města je Burtzi, věž na jižním konci mysu, s výraznou kopulí. Tato věž byla postavena jako malá pevnost s bránou a hradbami. Sloužila jako orientační bod při vplouvání do přístavu, jako strážní věž a také jako poslední útočiště.V bývalé městské oblasti si zaslouží pozornost tyto objekty:
- dům s kamennou pyramidou jako střechou
- dvě turecké lázně se zachovalými kopulemi, detaily podlahového vytápění
- zazděný lev svatého Marka Benátčanů[pozn 2]
- brána směrem k Burtzi
- zříceniny kostela se zbytkem minaretu
- řecký pravoslavný kostel

## Galerie

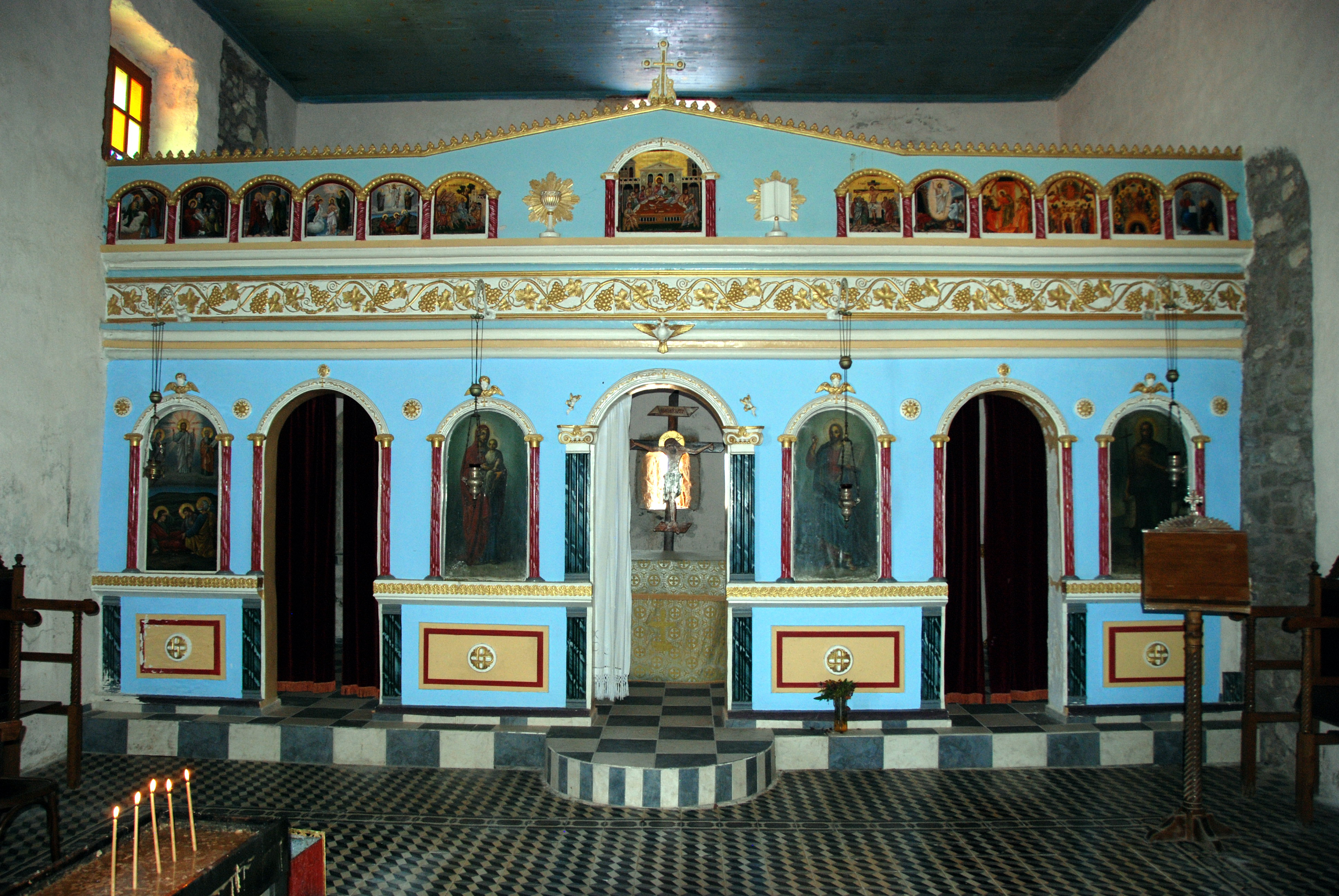
Interiér pravoslavného kostela
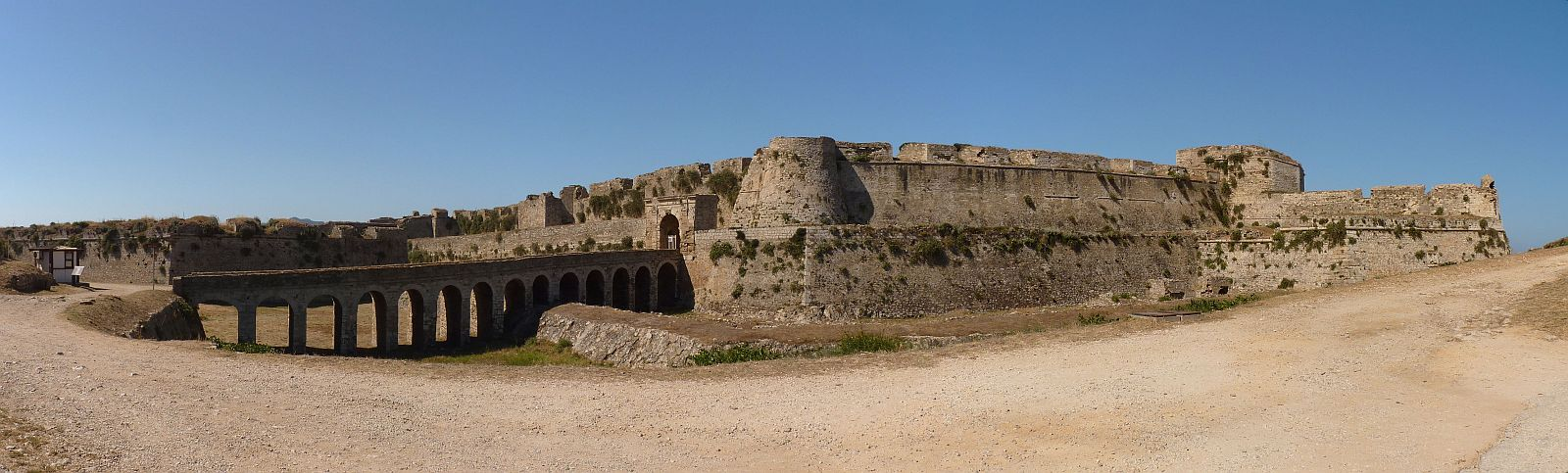
Vstup do pevnosti Methoni
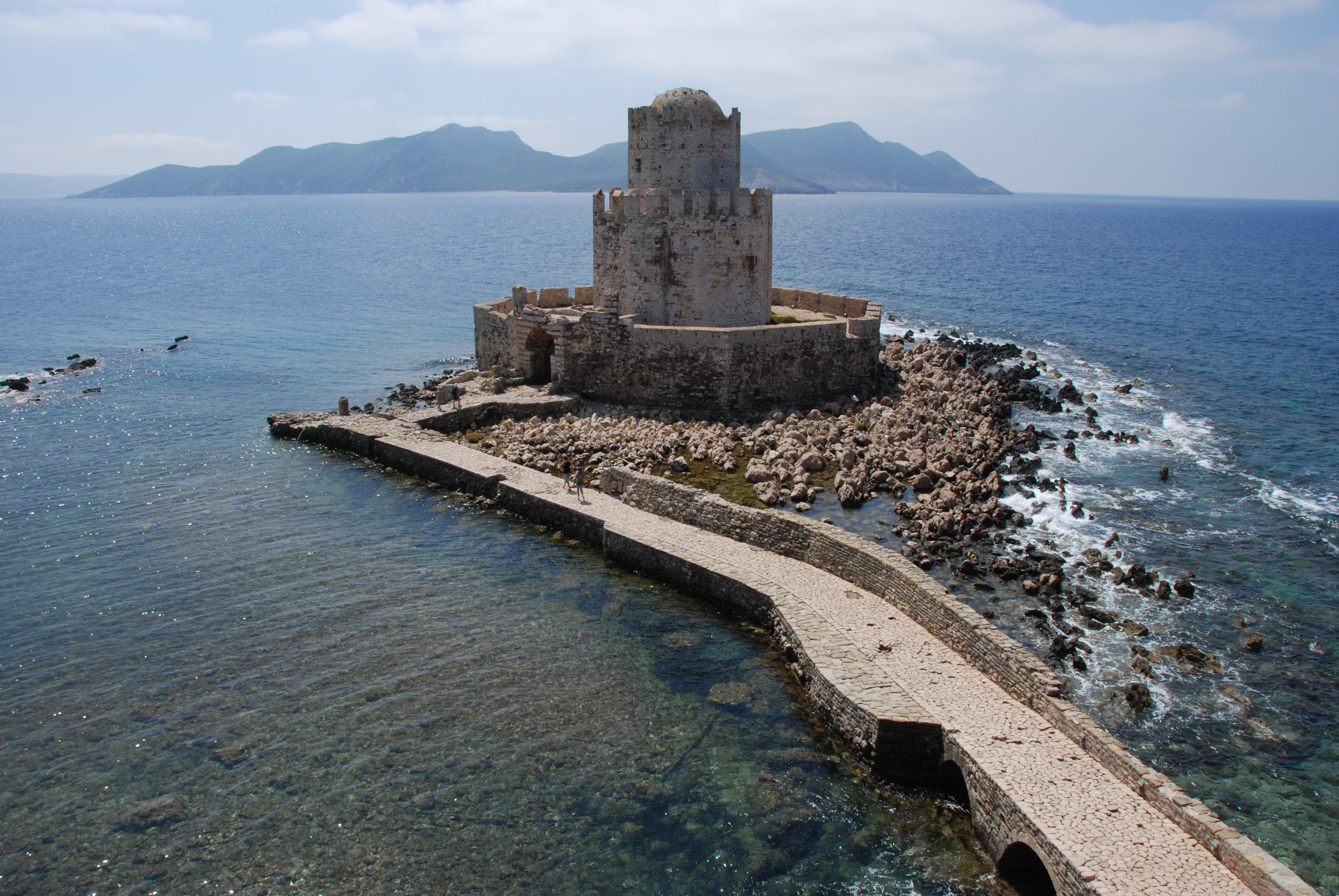
Strážní věž Burtzi. V pozadí ostrov Sapientza
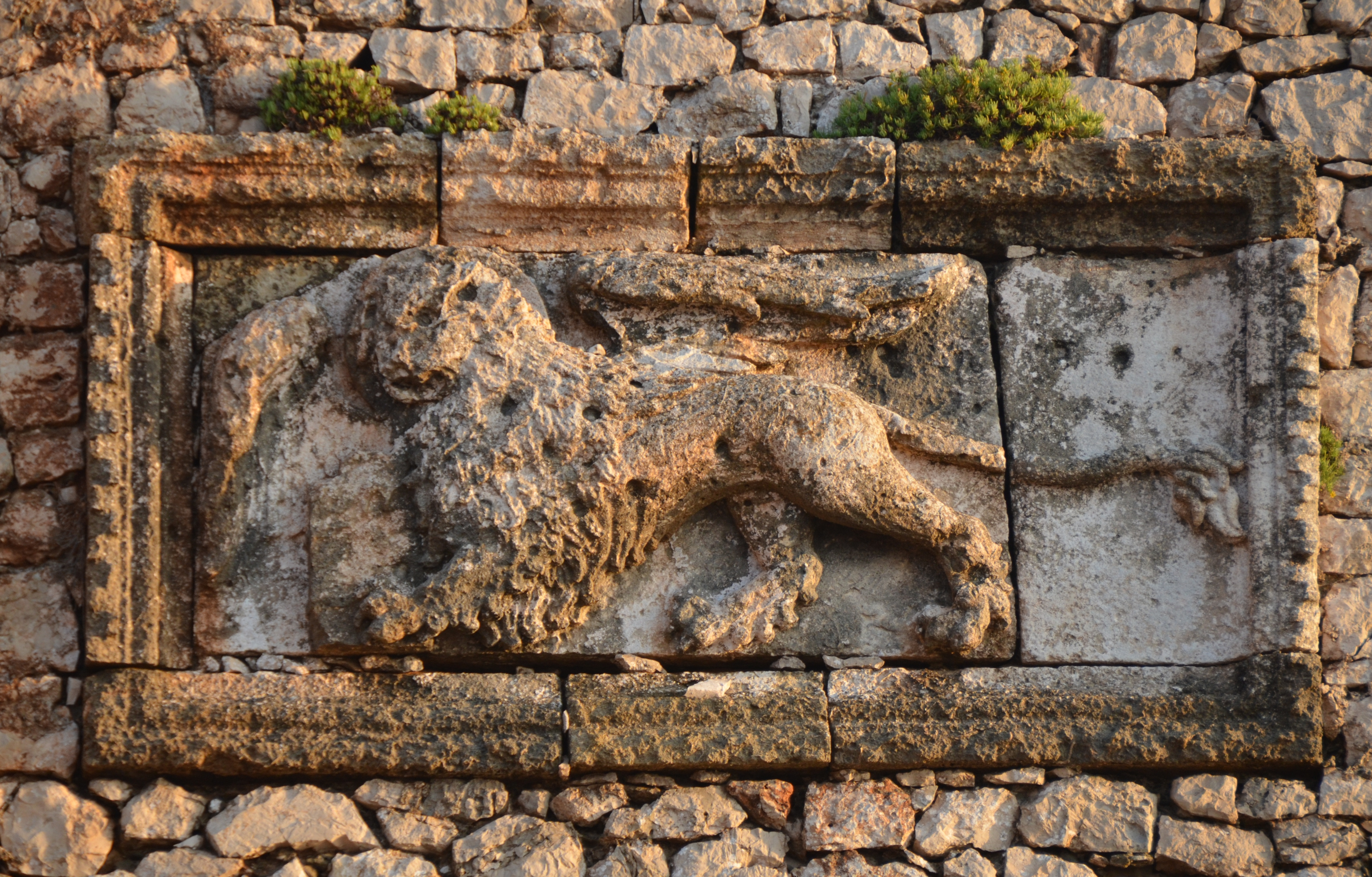
Lev svatého Marka